# Chiesa dei Santi Pietro e Paolo (Istanbul)
La chiesa dei Santi Pietro e Paolo (in turco Sen Pier ve Sen Paul Kilisesi) è una chiesa cattolica di Istanbul, affidata alla comunità domenicana della provincia dell'Italia Settentrionale, attraverso il vicariato di Turchia. La chiesa conserva un'icona della Vergine del tipo Odegitria, collocata in origine in una chiesa domenicana a Caffa in Crimea. L'attuale edificio è un rifacimento del (1841 - 1843) di Gaspare Fossati.

## Ubicazione
La chiesa si trova nel quartiere Karaköy (anticamente Galata) distretto di Beyoğlu all'indirizzo Galata Kulesi Sokak 44, Kuledibi.

## Storia
Dopo che nel 1475 il sultano Mehmet II fece riconvertire in moschea la chiesa domenicana di San Paolo a Galata, nel 1476 i frati si spostarono 200 m. ad est, sempre sotto la torre di Galata, in una casa appartenente al nobile veneziano Angelo Zaccaria. Nell'edificio era inclusa una piccola cappella - usata dalle suore - dedicata ai santi Pietro e Paolo. Il 20 aprile 1535, il vecchio Zaccaria cedette la casa ai domenicani a fronte della promessa dell'offerta mensile di una candela e della celebrazione di una messa settimanale per l'anima sua e dei suoi genitori. Nel 1603-1604 la cappella venne trasformata in una chiesa più grande annessa a un monastero. Nel 1608, un firmano del sultano Ahmed III pose il complesso sotto il potere del re di Francia, mentre la chiesa continuò ad essere sostenuta da un'offerta annua da parte della Repubblica di Venezia.
Nel 1640 vi fu spostata una grande icona della Vergine Odigitria collocata, in origine, proveniente da Caffa (in Crimea) e collocata, al tempo, nella chiesa domenicana di Santa Maria di Costantinopoli, ubicata all'interno delle mura di Costantinopoli, in quegli anni convertita in moschea (moschea Odalar). Nel 1660 la chiesa e il monastero furono devastati da un incendio che distrusse totalmente il complesso (ad eccezione dell'icona che poté essere salvata): per questo, e secondo le leggi del tempo, il terreno tornò in proprietà al governo ottomano. Nonostante ciò, grazie all'intercessione delle potenze europee, nel 1702 vi fu costruita una nuova chiesa. Dal 1706, dopo che i domenicani rifiutarono di inviare l'icona a Venezia, la Serenissima smise di pagare il contributo annuo alla chiesa. Intorno a quegli anni, l'icona fu parzialmente restaurata (il manto della Vergine mostrava ora il giglio di Francia); pertanto, soltanto il volto e il seno sembrano essere quelli del dipinto originale. Il complesso brucio nuovamente durante il grande incendio di Galata del 1731, dopo il quale fu ricostruito in legno. Dal 1841 al 1843 l'architetto ticinese Gaspare Fossati edificò l'attuale edificio.
Assieme alla chiesa di Sant'Antonio di Padova e quella di Santa Maria Draperis, la chiesa di San Pietro e Paolo era una delle tre parrocchie di Beyoğlu. La giurisdizione della parrocchia si estendeva alla zona bassa di Galata, di estrazione popolare, che spesso era la prima residenza degli immigrati europei. In funzione di questo, i registri di nascite, matrimoni e morte della parrocchia rappresentano un'invidiabile fonte di informazioni sulle frequenti e ricorrenti onde di immigrazione del XVIII e XIX secolo. La chiesa oggi assiste la comunità maltese con la celebrazione delle messe in italiano.

## Descrizione
La chiesa è costruita nelle forma di basilica, con quattro altari laterali. La cupola sopra il coro è tinteggiata in blu, con l'inclusione di stelle in oro. La parete esterna del presbiterio è inclusa nelle antiche mura genovesi di Galata. La chiesa custodisce diverse reliquie: quelle di san Renato (trovate nelle catacombe di Galata), e altre di Tommaso Apostolo, san Domenico e dei santi Pietro e Paolo. Il cortile orientale di ingresso alla chiesa ha la forma di un vicolo chiuso da alte mura coperte con sculture e lapidi con iscrizioni, la maggior parte in italiano. Altre lapidi sono conservate nella cripta.